# Португалска галера
Португалската галера (на латински: Physalia physalis, на български се срещат още и: португалска фрегата, португалски боен кораб или физалия) е желеподобно морско безгръбначно – вид колониални хидровидни организми, съставени от полиповидни и медузовидни индивиди . Често бива неправилно наричано медуза, но всъщност не е едно-единствено животно, а сифонофора – колония от четири типа миниатюрни, силно изменени индивиди, представляващи специализирани полипи и медузоиди, всеки от които изпълнява някаква функция, като част от тялото. 
Подобно на други сифонофори от подразред Cystonectae, в колонията на португалската галера се разграничават два отдела - пневматофор и сифозома. Тя няма нектосома, носеща нектофори, но има сифосомни нектофори. На външен вид представлява грозд от „пипала“, провесени от тъмносин пневматофор – прозрачен плавателен мехур с размери до 30 cm, пълен с въздух, обогатен с въглероден окис и наподобяващ на платно на ветроход, който се издига на около 20 cm над водната повърхност и осъществява придвижването – откъдето идва и името на организма.  Придава на португалската фрегата външна прилика със сцифоидни медузи. От него несиметрично (отляво или отдясно) се отклонява стволът на колонията, върху който са разположени групи от спираловидни пипала със средна дължина около метър, наречени зооиди (кормидии). Всеки кормидий съдържа трите вида полипи – дактилозоид, гастрозоид и гонозоид, които са свързани съответно със засичането и улавянето на плячка, с храненето, и с размножаването. В кормидия има по няколко дактилозоида и гастрозоида и един гонозоид.
Пипалата, съставени от дактилозоиди, са основният механизъм за улавяне на жертвата и за защита. Всеки дактилозоид носи едно съкратително пипало, чиято дължина в разтегнато състояние може да достигне 50 m. Улавящите пипала носят огромен брой жилещи клетки, чиято отрова е опасна за хората. В тях са разположени капсули, съдържащи отрова, която предизвиква парализа. Ако някое от тези пипала докосне предмет, веднага изстрелва над 750 хил. отровни клетки. Отделени от тялото, пипалата може да причинят не по-малко болезнени последствия след ужилване, дори седмици след като са били изхвърлени на брега. Изстреляната отрова достига до лимфните възли и – в зависимост от нейното количество – може да причини много мъчителна болка. Може да предизвиква смърт при ужилване.  
- Анатомия на колония Physalia physalis  [4] 
с описания на функцията на всеки зооид

Организмът храносмила уловената жертва в гастрозоидите, разположени под повърхността на водата. Там храносмилането става чрез отделянето на ензими, разграждащи белтъчините, въглехидратите и мазнините. Физалията се храни основно с малки рибки, скариди и други ракообразни. Не притежава кръв, сърце и мозък.
Всеки гонозооид се разклонява като дърво и затова обикновено се нарича „гонодендра“. Върху него са разположени представители на три типа медузоидни индивиди: гонофори, сифосомни нектофори и редуцирани сифосомни нектофори; както и представители на един вид полипоидни индивиди – гонопалпони (т.нар. дактилозооиди, разположени при гонофори). Репродуктивните клетки се развиват в гонофорите, след което гонодендрата се отделя от колонията и заедно с гонофорите започва самостоятелно развитие на повърхността на водата.
Португалската галера се среща по бреговете на Австралия, южната част на Северна Америка и по протежение на Гълфстрийм, в субтропическите води на Индийския и на Тихия океан. 
- Португалска галера, изхвърленa на плаж
- Физалия на плаж в националния парк Тайрона, Колумбия
- Физалия в Eл Кoнфитaл, Лас Палмас,  март 2018 г.
- Сифонозома на Португалска галера